# Số thập phân được mã hóa nhị phân

Một đồng hồ nhị phân có thể dùng đèn LED để biểu thị giá trị nhị phân.

Trong hệ thống điện toán và điện tử, số thập phân được mã hóa nhị phân (tiếng Anh: binary-coded decimal, viết tắt: BCD) là một lớp mã hóa nhị phân của số thập phân trong đó mỗi chữ số thập phân được biểu diễn bởi một số cố định các bit, thường là 4 hoặc 8. Các mẫu bit đặc biệt thỉnh thoảng được dùng cho dấu hoặc các chỉ dẫn khác (ví dụ, lỗi hay tràn).